# 姚增科
姚增科（1960年1月—），中华人民共和国男性政治人物，山西临猗人，曾任江西省政协主席等职务。

## 生平
历任中央纪委第三纪律检查室干部、副主任干事、主任干事，办公厅主任干事、副处级秘书，第八纪检监察室副处长、正处级监察员、副主任、主任，第七纪检监察室主任等职。2007年9月，任中华人民共和国监察部副部长，并当选第十七届中央纪委委员。2012年11月当选第十八届中央纪委委员、常委。
2015年1月，任中共天津市委常委、纪委书记。2016年10月，任中共江西省委副書記。2016年12月，不再担任中国共产党第十八届中央纪律检查委员会常委。2017年1月，兼任井冈山干部学院第一副院长。2017年10月，中国共产党第十九次全国代表大会上当选中国共产党第十九届中央委员会候补委员。2018年1月26日，在江西省政协十二届一次会议上当选为十二届江西省政协主席。2018年1月，当选第十三届全国政协委员。2023年1月14日，卸任江西省政协主席职务。